# Asakita-ku (Hiroshima)
Asakita (安佐北区 Asakita-ku?) es un barrio de la ciudad de Hiroshima, en la prefectura de Hiroshima, Japón. En junio de 2019 tenía una población estimada de 140.460 habitantes y una densidad de población de 398 personas por km². Su área total es de 353,33 km².

## Demografía
Según los datos del censo japonés, esta es la población de Asakita en los últimos años.
| Año del censo | Población |
| ------------- | --------- |
| 1995          | 154.079   |
| 2000          | 156.387   |
| 2005          | 152.716   |
| 2010          | 149.633   |
| 2015          | 145.018   |